# تیمی آبراهام
تیمی آبراهام (انگلیسی: Timmy Abraham؛ زادهٔ ۲۸ دسامبر ۲۰۰۰) بازیکن فوتبال اهل بریتانیا است.
از باشگاه‌هایی که در آن بازی کرده‌است می‌توان به باشگاه فوتبال فولام اشاره کرد.